# Abdel Kader Gangani
Pour les articles homonymes, voir Gangani.
Abdel Kader Gangani est un boxeur marocain né en 1941 à Casablanca.

## Carrière
Aux Jeux olympiques d'été de 1960 à Rome, Abdel Kader Gangani est éliminé au deuxième tour dans la catégorie des poids légers par le Japonais Yasuyuki Ito.
Il remporte la médaille de bronze dans la catégorie des poids super-légers aux championnats d'Afrique de boxe amateur 1962 au Caire.